# Jon Pertwee
John Devon Roland "Jon" Pertwee (Chelsea, 7 de julho de 1919 — Sherman, 20 de maio de 1996) foi um ator britânico. Nascido em uma família teatral, serviu na Marinha Real e na Divisão de Inteligência Naval durante a Segunda Guerra Mundial. No início de sua carreira, ele trabalhou como comediante de palco, que incluiu se apresentar no Glasgow Empire Theatre e compartilhar uma conta com Max Wall e Jimmy James.
Como ator, Pertwee apareceu em muitos papéis de comédia, incluindo quatro filmes da série Carry On e ficou conhecido por passar 18 anos (1959-1977) interpretando o chefe Petty Officer Pertwee (e três outros papéis) no popular seriado The Navy Lark na BBC Radio. Ele interpretou o Terceiro Doutor na série de ficção científica Doctor Who (entre 1970 e 1974) e o personagem-título na série de televisão Worzel Gummidge (entre 1979 e 1981, reprisando o papel de 1987 a 1989). No final de sua vida, ele manteve uma estreita associação com Doctor Who, aparecendo em muitas convenções de fãs relacionadas à série e entrevistas. Ele também fez um show chamado Who Is Jon Pertwee?.